# Gan Bao
Dans ce nom, le nom de famille, Gan, précède le nom personnel.
Gan Bao (chinois traditionnel : 干寶 ; chinois simplifié : 干宝), né dans ce qui correspond à l'actuel xian de Xincai, province du Henan et décédé en 336, est un historien chinois, qui vécut dans la Chine divisée, durant une ère de guerre qui vit un grand nombre de lettrés mourir de mort violente.
Il s'intéressait beaucoup aux histoires de fantômes et son ouvrage, À la recherche des esprits (搜神記 Soushenji) inaugure le genre fantastique en Chine.